# Contes de mon hôte

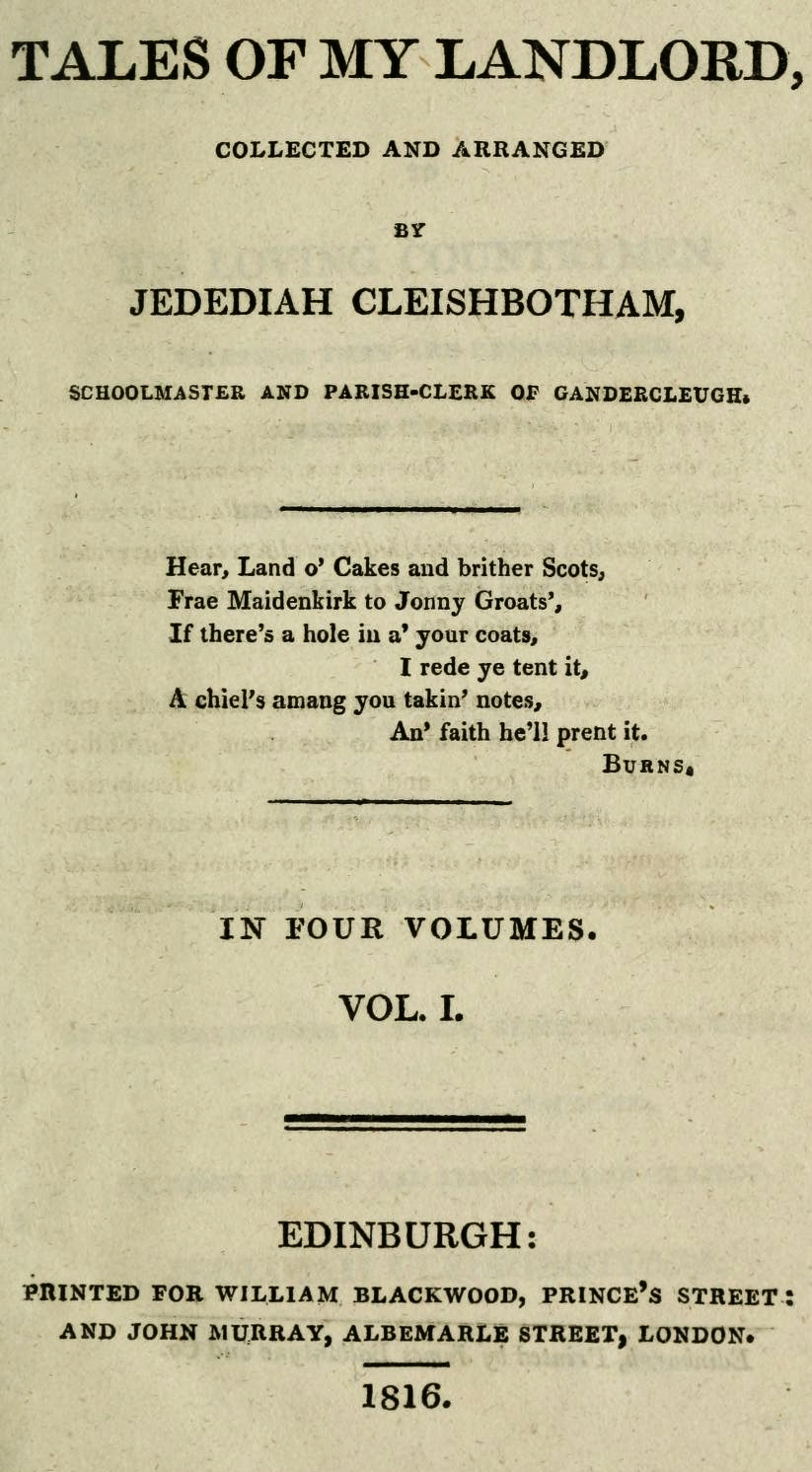
Première édition de la première série.

Contes de mon  hôte (en anglais Tales of My Landlord) est un ensemble de sept romans publiés de 1816 à 1831 par l'auteur écossais Walter Scott, sous le pseudonyme de Jedediah Cleishbotham, qui leur est réservé. Deux de ces romans, Les Puritains d'Écosse et Le Cœur du Midlothian sont considérés comme deux des chefs-d'œuvre de Scott.

## Historique

### Projet initial
En 1816, Walter Scott a déjà publié trois romans : Waverley (1814), Guy Mannering (1815) et L'Antiquaire (1816). Il voit en eux une trilogie évoquant les mœurs de l'Écosse en trois époques récentes : 1745, 1783 et 1794. Dans la préface de L'Antiquaire, il estime en avoir fini avec ce passé récent. Il prend congé de ses lecteurs.
Il entame alors une série qu'il nomme Tales of My Landlord (Contes de mon hôte), destinée « à faire connaître les anciennes mœurs écossaises ». Le projet initial est bien d'une seule série, comprenant quatre courts romans d'un volume chacun. Chacun de ces romans doit évoquer les traditions d'une région différente d'Écosse. 
Scott respecte en partie son idée première. Il transporte le lecteur dans des périodes antérieures à 1745 et dans des régions différentes d'Écosse (si l'on excepte Robert, comte  de Paris, dont le théâtre est Constantinople) :
- en 1708, dans l'ancien comté de Roxburgh (Le Nain noir) ;
- en 1679, dans le sud de l'ancien comté de Lanark (Les Puritains d'Écosse) ;
- en 1736, dans l'ancien comté du Midlothian (Le Cœur du Midlothian) ;
- en une époque indécise, entre 1695 et 1714, dans l'ancien comté du Berwickshire (La Fiancée de Lammermoor) ;
- en 1644 et 1645, dans les anciens comtés du Perthshire et de l'Argyll (Une légende de Montrose) ;
- en 1097, à Constantinople (Robert, comte  de Paris) ;
- en 1306 ou 1307, dans le sud de l'ancien comté de Lanark (Le Château périlleux).

### Évolution du projet
Le Nain noir est le premier roman des Contes de mon hôte. Il est le seul qui va rester dans le dessein initial d'une histoire en un volume. Car le projet change de visage. Emporté par son inspiration, Scott a tôt fait d'étendre le deuxième roman, Les Puritains d'Écosse, à trois volumes, ce qui correspond à la longueur habituelle de ses romans. Et les Contes de mon hôte vont se composer non pas d'une série unique, mais de quatre ; et non pas de quatre romans, mais de sept.
Trois séries paraissent de 1816 à 1819. La quatrième vient bien plus tard, en 1831, année précédant la mort de l'auteur.
Chaque série comprend deux romans, à l'exception de la deuxième qui en comporte un seul, Le Cœur du Midlothian. Ces romans se répartissent de façon très inégale sur les quatre volumes de chaque série.
| Série | Parution          | Éditeur écossais | Éditeur anglais | Titre                    | Titre original          | Nombre de volumes |
| ----- | ----------------- | ---------------- | --------------- | ------------------------ | ----------------------- | ----------------- |
| 1re   | 2 décembre 1816   | Blackwood        | Murray          | Le Nain noir             | The Black Dwarf         | 1                 |
| 1re   | 2 décembre 1816   | Blackwood        | Murray          | Les Puritains d'Écosse   | Old Mortality           | 3                 |
| 2e    | 25 juillet 1818   | Constable        | Longman         | Le Cœur du Midlothian    | The Heart of Midlothian | 4                 |
| 3e    | 21 juin 1819      | Constable        | Longman         | La Fiancée de Lammermoor | The Bride of Lammermoor | 2 ½               |
| 3e    | 21 juin 1819      | Constable        | Longman         | Une légende de Montrose  | A Legend of Montrose    | 1 ½               |
| 4e    | 1er décembre 1831 | Cadell (en)      | Whittaker       | Robert, comte de Paris   | Count Robert of Paris   | 2 ½               |
| 4e    | 1er décembre 1831 | Cadell (en)      | Whittaker       | Le Château périlleux     | Castle Dangerous        | 1 ½               |

## Pseudonyme
Walter Scott signait jusque-là ses romans « l'auteur de Waverley ». Changeant d'éditeur pour les Contes de mon hôte, il adopte une nouvelle signature : Jedediah Cleishbotham. L'auteur censé porter ce nom extravagant fait donc figure de rival de « l'auteur de Waverley ».
Le premier roman de la première série, Le Nain noir, est précédé d'une introduction générale où le fat Jedediah Cleishbotham se présente et fait découvrir son petit univers dérisoire. Il entretient ce contact avec le lecteur au fil de préambules, péroraisons et envois qui encadrent les Contes.
Il s'attribue les droits de publication des Contes de mon hôte, bien qu'il n'en ait pas écrit une ligne. Il s'est contenté de trouver les manuscrits dans le tiroir d'un mort. Il avoue en effet que les contes ont été compilés et rédigés par son défunt collègue Peter Pattieson. Celui-ci, dans le chapitre premier de la plupart des romans, se met en scène pour expliquer où, quand et comment il a recueilli les informations dont il tire son récit.
Quant à « mon hôte », les contes qui portent son nom ne sont pas de lui non plus. « Ce ne sont pas les contes de l'hôte, et il n'est pas facile de savoir à qui les attribuer », fait remarquer Scott dans un article qu'il publie anonymement dans la Quaterly Review. « Mon hôte » met simplement son auberge à la disposition des voyageurs, et c'est là que se racontent et se collectent les histoires. Alain Jumeau voit donc dans le titre de la série un hommage au véritable auteur de ces contes : la tradition populaire.

## Publication

### Première série
La première série comprend Le Nain noir (un volume) et Les Puritains d'Écosse (trois volumes). Elle n'est pas publiée chez l'Écossais Constable ni chez l'Anglais Longman, qui éditaient jusque-là les romans de Scott. Ne voulant pas être dans la dépendance de Constable, Scott confie la série à un concurrent anglais, John Murray, qui a un correspondant en Écosse, William Blackwood. Elle paraît le 2 décembre 1816.

### Deuxième série
La deuxième série paraît le 25 juillet 1818. Scott préfère revenir chez ses éditeurs habituels,  Constable à Édimbourg et Longman à Londres. Il garde néanmoins le pseudonyme de Jedediah Cleishbotham, qu'il va réserver aux Contes de mon hôte. La série comporte un seul roman, en quatre volumes, Le Cœur du Midlothian. Cette longueur est inhabituelle chez Scott. La plupart de ses romans s'étendent sur trois volumes.

### Troisième série
La troisième série paraît le 21 juin 1819 chez Constable, et le 26 chez Longman. Elle comprend La Fiancée de Lammermoor (deux volumes et demi) et Une légende de Montrose (un volume et demi). À la fin du dernier volume, Scott considère les Contes de mon hôte comme finis. Il annonce que Cleishbotham s'est « évanoui dans les airs ».

### Quatrième série
Douze ans plus tard, le 1er décembre 1831, une inattendue quatrième série vient compléter les Contes de mon hôte. Elle comprend Robert, comte de Paris (deux volumes et demi) et Le Château périlleux (un volume et demi). Ce sont les deux derniers romans de Scott parus de son vivant. Constable ayant fait faillite en 1826, cette quatrième série est confiée au nouvel éditeur écossais de Scott, Robert Cadell (en). L'éditeur anglais est Whittaker. Cleishbotham ressurgit, et consacre une introduction commune à ces deux romans. Ils sont dépourvus de l'habituel chapitre introductif où Peter Pattieson se mettait en scène.

## Accueil
Les Puritains d'Écosse reçoit un accueil enthousiaste qui fait de l'ombre au Nain noir, paru en même temps.
Le Cœur du Midlothian connaît un succès triomphal. Les Puritains d'Écosse et Le Cœur du Midlothian sont considérés de nos jours par la critique comme deux des meilleurs romans de Scott,.
La Fiancée de Lammermoor met plus de temps à trouver son public, mais le succès va être durable. À l'exemple de ce qui s'est produit dans la première série, Une légende de Montrose est éclipsé par La Fiancée de Lammermoor.
Robert, comte de Paris et Le Château périlleux ont beaucoup de succès auprès du public, en dépit de critiques défavorables,.